# Малодербетовский улус
Малодербетовский улус — административно-территориальная единица (улус), существовавшая в Российской империи и РСФСР в составе Астраханской губернии (с 1788 по 1920 год) и в составе Калмыцкой автономной области (с 1920 по 1930 год). Улусная ставка — село Малые Дербеты, с 1920 года — село Тундутово.

## История
Малодербетовский улус был основан в 1788 году в результате раздела Дербетовского улуса на две части. Раздел произошел вследствие междоусобиц между братьями после смерти владельца Дербетовского улуса Калмыцкой степи, возникших после смерти старшего нойона дербетов Цебека-Убуши. В эту борьбу были вовлечены рядовые калмыки, которым предложили выбрать себе владельца из двух братьев. Сторонники старшего брата составили «Ик дөрвүд» — Большедербетовский улус (владельцы — нойоны Хапчуковы), сторонники младшего брата — «Баһ дөрвүд» — Малодербетовский улус (владельцы — нойоны Тундутовы). Границей деления Дербетовского улуса на Большедербетовский и Малодербетовский улусы стала река Маныч. Сторонники старшего брата переселились в пределы Маныча, сторонники младшего брата остались кочевать на Ергенях.
Правителем Большедербетовского улуса стал Екрем Хапчуков. Малодербетовский улус своим владельцем избрал сына Цендена-Дорджи Бабула. Население улуса несколько успокоилось, тем более что в мае 1800 года калмыки Большедербетовского улуса возвратились в пределы Астраханской губернии в район прежнего кочевья.
Однако после смерти нойона Большедербетовского улуса Екрема Хапчукова (умер в 1799 г.) и правителя Малодербетовского улуса Бабула (умер в сентябре 1799 г.) произошли новые осложнения в этой части Калмыкии. Владельцем Большедербетовского улуса стал младший брат Екрема Габун-Шарап, а нойоном Малодербетовского улуса — двоюродный брат Бабула Чучей Тундутов. Впоследствии Тундутов был утвержден грамотой Павла I от 14 октября 1800 года наместником калмыцкого народа и получил от него в дар знамя, саблю, панцирь, соболью шубу. При новом наместнике был восстановлен суд зарго из 8 зайсангов. Формально, таким образом, было восстановлено Калмыцкое ханство. Этой мерой царское правительство хотело успокоить общественное мнение. Однако власть наместника была весьма ограниченной. 13 июля 1802 года состоялась церемония объявления Чучея Тундутова наместником калмыцкого народа.
23 мая 1803 года Чучей умер, наместничество было ликвидировано, так как оно не оправдало себя. Наместник, не имея реальной власти, не сумел навести твердый порядок в тогдашней Калмыкии.
В результате в Дербетовском улусе не прекращались волнения. Торгутовские владельцы и знать смотрели на Чучея как на выскочку, так как все прежние калмыцкие ханы и наместники были потомками Хо-Орлюка — предводителя торгутов в период присоединения калмыцкого народа к России.
Восстановленный Павлом I калмыцкий суд не оправдал своего назначения. Судьи зайсанги фактически выполняли волю владельцев, не опираясь на объективные данные, полученные в результате следствия.
В 1805 году на основании свободного народного волеизъявления был произведен окончательный раздел Дербетовского улуса, на Большедербетовский и Малодербетовский. К владельцу Малодербетовского улуса Эрдени-тайше отошло 3302 кибитки (семьи), а к владельцу Большедербетовского улуса Габун-Шарапу — 603. Этот раздел был утвержден Петербургом 14 июня 1809 года.
Малодербетовский улус, растянувшийся с севера на юг на несколько сот километров, доставлял много хлопот улусному управлению, находившемуся в Малых Дербетах, поэтому в середине XIX века улус разделили на северную и южную части, затем южную часть назвали Манычским улусом.
Улус входил в состав Калмыцкой степи Астраханской губернии. В середине XIX века началось заселение улуса переселенцами из центральной России (так называемая крестьянская колонизация). Начало процессу колонизации положил указ императора Николая Первого о заселении дорог на калмыцких землях Астраханской губернии, изданный 30 декабря 1846 года. К 1860 году на пересекавшем территорию улуса Царицынско-Ставропольском тракте, связывавшем Волгу с Северным Кавказом, возникли селения Плодовитое, Абганерово, Тундутово, Садовое, Обильное, Кислево, Заветное, Торговое, Ремонтное, Крестовое, Кормовое и Приютное. К концу XIX века большая часть переселенческих поселений в границах улуса были переданы непосредственно в состав Черноярского уезда Астраханской губернии.
Согласно предписанию Главного попечителя калмыцкого народа генерал-майора Струкова, наместника Кавказского генерала от инфантерии Муравьева и министра государственных имуществ России Ставропольская палата государственных имуществ 26 февраля 1860 года издала циркуляр «О распашке в калмыцкой степи Малодербетовского улуса». Циркуляром предписывалось отделение полосы земли шириной от 15 до 30 верст в глубину по южной границе Малодербетовского улуса для распределения на участки и раздачи с торгов в приграничных волостных правлениях государственным крестьянам и другим лицам под хлебопашество. Циркуляр обязывал до распределения отчуждаемых земель на оброчные участки провести предварительную съемку степи для определения земель, необходимых для кочевых народов и устройства новых станиц. Оставшаяся свободная земля подлежала распределению. Право отдавать калмыцкую степь в частное пользование принадлежало исключительно Астраханской палате государственных имуществ.
29 ноября 1860 года отдельная часть улуса была отчислена к Ставропольской губернии.
В 1920 году вошел в состав образованной Калмыцкой автономной области (за исключением Червлёнского и Северного аймаков, переданных в состав Черноярского уезда Царицынской губернии). Ставкой улуса стало село Тундутово. Ликвидирован в 1930 году в связи с образованием Сарпинского улуса (района).

## Население
Динамика численности населения
| 1859  | 1896  | 1904  |
| ----- | ----- | ----- |
| 20172 | 37620 | 29372 |

## Аймачное деление
Согласно Памятной книжке Астраханской губернии на 1914 год Малодербетовский улус объединял 9 аймаков:
- Северный;
- Приволжский;
- Центральный;
- Цаган-Нурский;
- Шебенеровский;
- Абганеровский;
- Сальский;
- Шарнутовский;
- Багахурульский.

Помимо указанных аймаков в состав улуса входило село Кегульта.

## Колонизация
До 1847 года был издан ряд административных установлений, запрещающих селиться на калмыцких землях. Закон 1847 года запрещал «посторонним» селиться на калмыцких землях без разрешения правительства и вводил даже систему билетов для въезда в Калмыцкую степь. Но это не мешало стихийной русской колонизации калмыцких земель.
Особенно интенсивно территория улуса заселялись крестьянами с начала XIX века. В северной части Малодербетовского улуса возникли станицы Городище, Аксай, Большие и Малые Чапурники, Цаца и Дубовый овраг. Их население пришло из внутренних малоземельных губерний России. Уже в 1830—1840-е годы правительство отмежевало им значительные участки степи. Начиная с 40-х годов приток крестьян усиливается. Переселенцами захватывались и распахивались без ведома властей внушительные территории, принадлежавшие калмыцким кочевьям.
Именной указ 30 декабря 1846 года предписал основывать селения по трактам, проходившим через Калмыцкую степь и имевшим важное значение, особенно до проведения железных дорог. В Малодербетовском улусе таким трактом был Царицынско-Ставропольский, Царицын-Моздок после Цацы шло разветвление на верховья реке Сал и Ставрополь и вдоль Сарпино-Дабанской ложбины за реку Куму в сторону Моздока, связывавший Волгу с Северным Кавказом. Первоначально предполагалось привлечение к оседлости калмыков, однако опыт оказался неудачным. Русские селения заселялись сначала медленно выходцами по большей части из малоземельных Воронежской и Харьковской губерний; после 1861 года приток переселенцев усилился. Правительство обеспечивало колонистов ссудами на обзаведение хозяйства и давало различные льготы на первое время. К 1860 году в Эргенях возникли селения Плодовитое, Абганерово, Тундутово, Садовое, Обильное, Кислево, Заветное, Торговое, Ремонтное, Крестовое, Кормовое и Приютное (всего 12). В них к 1864 году значилось уже 11 893 души обоего пола крестьян.

## Экономика улуса
Переселенцы занимались хлебопашеством, однако климатические условия улуса (недостаток влаги, суховеи) не способствовали ему. Большее значение имели посевы горчицы, которая вначале стала высеваться в северной части Эргеней, затем эта культура распространилась и по другим поселениям.
Калмыки занимались кочевым и полукочевым животноводством. Традиционными видами являлись лошади, крупный рогатый скот, овцы калмыцкой курдючной породы, козы и верблюды. В конце XIX—начале XX в. в ряде районов степи начался постепенный переход от скотоводческо-кочевого быта к оседло-земледельческому. Наибольшей степенью оседлости отличались северная и западная части Малодербетовского улуса. В отдельных районах улуса, имевших наиболее благоприятные климатические условия, к началу XX века калмыки начали развивать садоводство, огородничество, бахчеводство, разведение табачных плантаций. В садах росли яблони, груши, вишни, крыжовник, малина, смородина. Были и виноградники, например в имениях князя Тундутова и зайсанга Балзанова. В огородах выращивались капуста, картофель, помидоры, огурцы. Табаководство являлось дополнением к огородничеству. Районом бахчеводства с начала XX века стали Абганеры, то есть район по балкам Червлянная, Тенгута, Донская, Царицынская, где развитие бахчей было обязано соседству с Тихорецкой веткой Владикавказской железной дороги, обеспечивавшей сбыт арбузов.

## Источник
- Очерки истории Калмыцкой АССР: Дооктябрьский период. В 2-х томах. Институт истории (Академия наук СССР), Калмыцкий научно-исследовательский институт языка, литературы и истории/под ред. Н. В Устюгова. М.: Наука, 1967. 479 стр.